# Sadelerův prospekt

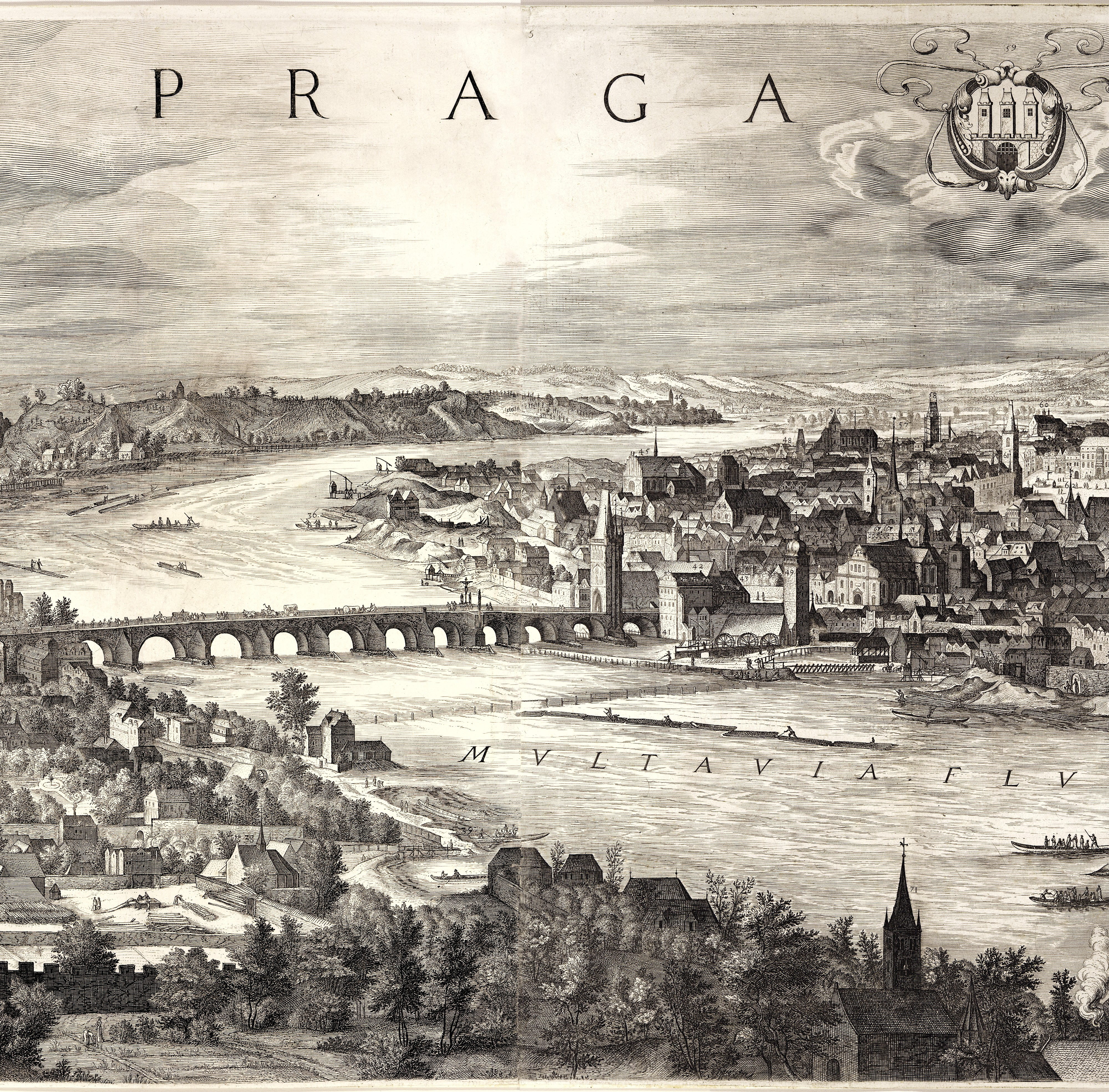
Střed prospektu (4. list) se Starým Městem a Vltavou

Sadelerův prospekt (Sadelerův prospekt Prahy, případně Sadelerův pohled) je označení pro pohled na město Prahu, kterou jako lept vyryl a vydal Aegidius Sadeler roku 1606. 

## Historie
Vydání nové veduty Prahy pro městskou radu iniciovali pravděpodobně sami konšelé tří pražských měst, jimž rytec Aegidius Sadeler své dílo věnoval – jeho latinská dedikace Nobilibus amplisssimis prudentissimis consulibus senatoribus metropolitanae triurbis Pragae... je umístěna v kartuši v malostranské partii Petřína.  U kartuše jsou vyobrazeni tři muži, kteří by objednavateli být mohli, a proti nim je pravděpodobně sám autor. 
Kresbu pro lept připravil nizozemský specialista na veduty v kartografii Philip van den Bossche, dalším spoluautorem technické pomoci („aeri incidit“) byl bavorský rytec Johannes Wechter z Eichstättu. Autoři navazovali na anonymní Vratislavský prospekt z roku 1562 (provádějících rytců Kozla a Peterleho), avšak překonali jej velikostí, přesností detailů i množstvím podrobností. 

## Popis
Sadelerův prospekt se skládá z devíti listů, každý má rozměry 48,3 × 106,7 centimetrů a překrývají se jejich prázdně okraje, rytina je sesazena přesně v navazujících liniích sousedních objektů. Prospekt zachycuje Prahu v perspektivním pohledu od jihozápadu z výšin nad Smíchovem.
V popředí vlevo se zvedá vrch Petřín s Hladovou zdí a Újezdská brána. Pohled zleva zahrnuje Strahov, Hradčany, Pražský hrad (pod ním Malá Strana), Vltava, Karlův most, Střelecký ostrov, Staré Město, Nové Město, Podskalí a Vyšehrad.
Každé z měst pražských je identifikováno v oblacích svým znakem. Na prospektu jsou zachyceny postupně znaky hradčanský, říšský, český, staroměstský, novoměstský a vyšehradský. Pouze malostranský je umístěn pod říšským a českým u Hladové zdi.
Na Vltavě je zobrazena větrná růžice v podobě plovoucího voru. Na veřejných prostranstvích je zobrazena řada osob s atributy své profese, na Vltavě zase několik lodí. V pravém dolním rohu jsou údaje o autorech (Sadeler, van den Bossche, Wechter).

## Exempláře

### Výběr
- Archiv hlavního města Prahy, Sbírka grafiky, inv. č. G 12–20. G 12, G 13, G 14, G 15, G 16, G 17, G 18, G 19, G 20.
- Muzeum hlavního města Prahy, inv. č. 17442.
- Židovské muzeum v Praze, inv. č. 027.924.  Archivováno 20. 7. 2020 na Wayback Machine.
- Národní muzeum - kopie (inv.č. H2-27.064) a fragmenty původního prospektu
- Metropolitní muzeum umění, New York, inv. č. 53.601.10(72-83)-původem z knížecí sbírky Lichtenštejnů ve Vadúzu

### Kopie
Měřítkem poloviční kopie tohoto prospektu Prahy byla součástí knihy Johanna Ludwiga Gotofreda Archontologia cosmica, vydané roku 1647 v kartografické oficíně Mathiase Meriana ve Frankfurtu nad Mohanem. 